# Le Bourget
Le Bourget je severovzhodno predmestje Pariza in občina v  departmaju Seine-Saint-Denis osrednje francoske regije Île-de-France. Leta 1999 je imelo naselje 12.110 prebivalcev.

## Geografija
Le Bourget leži v severnem delu departmaja 11 km severovzhodno od središča Pariza. Po njem je imenovano francosko mednarodno letališče Pariz-Le Bourget, čeprav se le-to nahaja večinoma zunaj njegove občine, ki meji na jugu na Drancy, na zahodu na La Courneuve, na severu na Dugny, na vzhodu pa na Le Blanc-Mesnil.

## Administracija
Le Bourget je sedež istoimenskega kantona, v katerega je vključena poleg njegove še občina Dugny in del občine Drancy z 48.278 prebivalci. Kanton je sestavni del okrožja Bobigny.

## Zgodovina
Ime naselja izhaja iz Burgellum ("tržič"), prvikrat omenjeno v letu 1134 ob prenosu ozemlja na opatijo v Montmartru.